# Palatinská garda

Příslušník Palatinské gardy

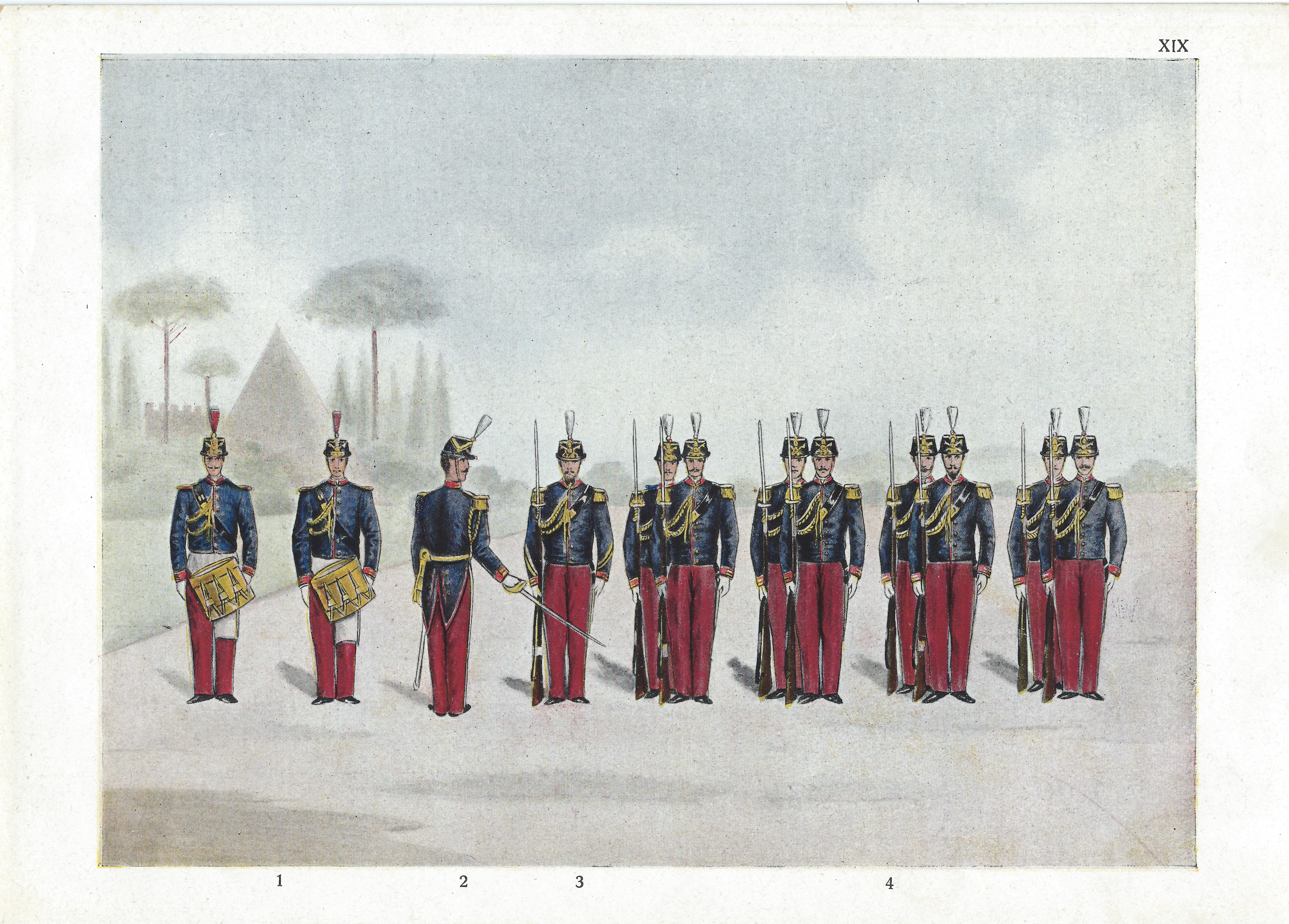
Členové palatinské gardy ve starším typu uniformy

Palatinská garda (italsky Guardia palatina d'onore) byla vojenská jednotka Vatikánu a jedna ze čtyř papežských gard (společně se Švýcarskou, Vznešenou gardou a Corpo della Gendarmeria).

## Historie
Jednotku vytvořil papež Pius IX. dne 14. prosince 1850 sloučením dvou starších oddílů papežských milic (Milizia Urbana del Popolo di Roma a Guardia Civica Scelta). Důvodem reorganizace byly špatné zkušenosti papeže s prací jeho ochránců při nepokojích v roce 1848, které nakonec vyústily v útěk papeže do vyhnanství, z nějž se mohl vrátit až v roce 1850. 
Palatini byli pěšáci, jejichž úkolem bylo chránit papeže i papežské paláce a církevní objekty. Během sjednocování Itálie, které znamenalo zánik papežského státu, vykonávali kromě čestné stráže v palácích též vojenské úkoly. Doprovázeli zásobovací konvoje, ale také v roce 1867 bojovali v bitvě u Mentanty s vojsky Giuseppe Garibaldiho. 
Po dobytí Říma v roce 1870 byla činnost sboru omezena na prostor Vatikánu, kde palatini i nadále sloužiili jako čestná stráž v Apoštolském paláci. Po podpisu lateránských smluv v roce 1929 mohli svou službu rozšířit i na exteritoriální území nového státu, zejména na Lateránskou baziliku.
Pomyslným vrcholem v historii palatinské gardy bylo období druhé světové války. Když německá vojska v roce 1943 obsadila Řím, převzala garda zodpovědnost za ochranu Vatikánu, různých vatikánských nemovitostí v Římě i papežovy letní vily v Castel Gandolfo. Stráž tedy v tomto období nebyla pouze symbolická, ale skutečně zajišťovala ozbrojený dohled na hranicích malého státu. Několikrát se stráže střetly s italskými jednotkami, které se ve spolupráci s Němci pokoušely zadržet uprchlíky, skrývající se na území Vatikánu.
Sbor byl spolu s papežským četnictvem a vznešenou gardou zrušen papežem Pavlem VI. dne 14. září 1970 v rámci církevních reforem po 2. vatikánském koncilu. Bývalí gardisté však byli vyzváni, aby se připojili k nové skupině s názvem Asociace svatých Petra a Pavla (italsky Associazione SS. Pietro e Paolo). Toto sdružení podporuje charitativní, vzdělávací a náboženské programy v Římě. Pomáhají například s organizací velkých událostí v bazilice sv. Petra. Spolek je přímo podřízený Státnímu sekretariátu římské kurie a své sídlo má – stejně jako původní Palatinská garda – v Apoštolském paláci.

## Personální obsazení
Členové sboru byli dobrovolníci, kteří za svou službu nebyli placeni, ale dostávali příspěvek na údržbu nebo opravu uniforem. Rekrutovali se z mladých Římanů vyššího společenského postavení ve věku 20–30 let. 
Po svém založení v roce 1850 měl sbor kromě velitelů dvě roty po 80 mužích. Po vypuknutí druhé světové války v roce 1939 se garda rozrostla asi na 500 mužů, ale německá okupace Říma si vyžádala další rozšíření, takže do roku 1944 tvořilo gardu na 2000 osob. Po skončení války však většina těchto mužů odešla a velikost jednotky se vrátila na předválečnou úroveň.
Součástí gardy byla rovněž vojenská kapela.

## Vybavení
Nejstarší uniformy sestávaly z červených kalhot, modrého kabátce a čepice z medvědí kožešiny. Po většinu své historie (zhruba od roku 1880) však nosila palatinská garda uniformu se světle modrými kalhotami a tmavě modrým kabátcem, dolpněným čapkou képi s chocholem z peří. Velitelé používali dvourohé klobouky. Jednotka postrádala moderní zbraně a gardisté absolvovali jen omezený výcvik, zaměřený především na výkon čestné stráže.